# Familienbildnis (Rembrandt)
Das Familienbildnis (auch Braunschweiger Familienbild) ist ein Gemälde des niederländischen Malers Rembrandt van Rijn (1606–1669). Das Werk befindet sich in der Sammlung des Herzog Anton Ulrich-Museums in Braunschweig.

## Das Werk
Das Werk zeigt ein unbekanntes Ehepaar mit drei Kindern. Das jüngste Kind sitzt auf den Knien seiner Mutter. Die zwei anderen Kinder, eine Tochter hält einen Korb mit Blumen, sind einander offenbar im Gespräch zugewandt. Die Figur des Vaters im Hintergrund der Gruppe hält eine rote Blume in der Hand.
Die Farbwahl umfasst überwiegend Braun, Grün und intensive Rottöne. Der Farbauftrag ist meist pastos mit grobem Pinselduktus, erfolgte aber auch mit dem Malmesser, besonders bei der Darstellung der Mutter und ihres jüngsten Kindes. In diesem Abschnitt wirkt das Bild beinahe reliefartig.
Details des umgebenden Raumes sind nicht erkennbar. Das Bild ist allein auf die Darstellung der Personen beschränkt. Der Künstler verzichtet auf jegliche repräsentative Elemente wie ein glanzvolles Mobiliar oder stolze, selbstbewusste Posen. Die Atmosphäre vermittelt den Eindruck einer glücklichen Situation.
Das Gemälde, in Öl auf Leinwand, wurde vermutlich in den Jahren 1665 bis 1668 ausgeführt. Das Familienporträt ist somit eines der letzten Werke Rembrandts. Der Blumenkorb trägt die Signatur des Künstlers (Rembrandt f). Den Zeitpunkt der Fertigstellung datierte er jedoch nicht.

## Provenienz und Wirkungsgeschichte
Das Werk ist eine Anschaffung des Herzogs Anton Ulrich von Braunschweig-Wolfenbüttel (1633–1714), des Gründers und Namensgebers des heutigen Museums. Der Herzog erwarb seine Gemälde vorwiegend in Amsterdam, dem damals führenden Kunstmarkt. In der Gemäldegalerie der herzoglichen Residenz auf Schloss Salzdahlum ist das Gemälde seit 1737 nachgewiesen.
Die abgebildeten Personen sind nicht identifiziert. Unbekannt ist auch, ob das Gemälde ein Auftragswerk oder eine freie Arbeit ist. Bisweilen wird gedeutet, es handele sich um den Entwurf einer Gegenidylle zur eigenen familiären Situation Rembrandts. Rembrandts Sohn Titus starb im Jahr 1668, seine Lebensgefährtin Hendrickje Stoffels († 1663), seine Ehefrau Saskia († 1642) und weitere Kinder waren bereits vorher gestorben. Noch Mitte des 19. Jahrhunderts trug das Bild den Titel Rembrandt mit seiner Familie. Wenn es aber ein Auftragswerk war, so wird vermutet, dass es von den Auftraggebern nicht akzeptiert wurde.
Bis in das frühe 20. Jahrhundert galt das sogenannte Braunschweiger Familienbild als „seltsam“ und wurde sogar als Zeugnis nachlassender künstlerischer Fähigkeit Rembrandts gedeutet. Der Maler Lovis Corinth bewunderte das Werk dagegen als „braunschweigisches Juwel“.

„Im Braunschweiger Familienbild sind die Kinder äußerst häßlich, wie zwerghaft zurückgeblieben.“

„Das seltsame Braunschweiger Familienbild setzt, mehr ein Relief als ein Bild, aus hochroten und goldgrünen Farbenbergen sich zusammen.“

„Den Bildnissen gegenüber (ich denke an das Braunschweiger Familienbild) könnte man noch im Zweifel sein, ob der Mangel an seelischem Ausdruck in den Köpfen Absicht oder ein Zeichen des Nichtmehrkönnens ist.“

„Wenn die Dresdener Galerie sich ihrer Sixtinischen Madonna rühmt, so lobe ich mir doch über alle Maßen dieses Bild des großen Rembrandt. Nur für dieses Werk lohnt sich allein ein Besuch Braunschweigs.“

Heute gilt das Werk als meisterhaftes Alterswerk, das für einige Kunstgeschichtler, neben Gemälden wie Die Judenbraut und den späten Selbstbildnissen, Rembrandts Ruf als „der erste Maler der Moderne“ dokumentiert. Das Herzog Anton Ulrich-Museum stuft das Familienbildnis des Rembrandt van Rijn (Inventarnummer GG 238) als bedeutendstes seiner fünf Werke des niederländischen Meisters ein.